# Oscilloquartz SA
Pour les articles homonymes, voir OSA.
Oscilloquartz SA est une entreprise, filiale de ADTRAN SE, active dans le domaine des télécommunications. Son siège social est à Saint-Blaise, dans la Watch Valley, en Suisse.

## Histoire
Oscilloquartz SA a été fondé en 1949. Propriété de Swatch Group, Oscilloquartz est vendu en 2013 à ADVA Optical Networking.  ADVA Optical Networking et devenu Adtran en 2023.

## Produits
Oscilloquartz SA est un fabricant de sources de fréquence pour le domaine des télécommunications, comme les récepteurs GPS ou les horloges au césium.
L'entreprise est aussi un de solution de synchronisation clé-en-main pour des projets dans les réseaux (PDH, SDH, SONET), dans la téléphonie mobile (réseaux GSM, X-CDMA, TETRA, 2.xG, 3G, 4G, UMTS= et dans les autres réseaux sans fils (WiMAX, DAB, DVB-T, DTV).